# Партия вигов (США)
Партия вигов — политическая партия Соединённых Штатов, существовавшая в середине 19 века. Организация возникла как оппозиция Эндрю Джексону и Демократической партии на основе коалиции Национальной республиканской партии, Антимасонской партии и недовольных демократов. Виги имели слабые связи с распавшейся Федералистской партией, но не являлись её прямыми преемниками; многие лидеры вигов, включая Генри Клея, были членами Демократическо-республиканской партии.
Виги поддерживали главенство Конгресса над исполнительной властью и продвигали программу модернизации, экономического протекционизма и поддержки национального Банка. Длительное время партия занимала место в двухпартийной системе американской политики. Партия выступала против доктрины предначертания судьбы, территориальной экспансии в Техас и американо-мексиканской войны. Виги действовали как на севере, так и на юге Соединенных Штатов и не занимали твердой позиции по вопросу рабства, но северные представители партии, как правило, были менее благосклонны к нему, чем демократы.
Партия вигов распалась после принятия закона Канзас-Небраска в 1854 году, когда большинство северных вигов в конечном итоге присоединились к зарождающейся антирабовладельческой Республиканской партии, а большинство южных вигов присоединились к нативистской Американской партии, а затем к Партии конституционного союза. Последние остатки партии исчезли после начала Гражданской войны в США, но её идеи оставались влиятельными на протяжении десятилетий. Президенты Авраам Линкольн, Ратерфорд Хейз, Честер Артур и Бенджамин Гаррисон были вигами до того, как перешли в Республиканскую партию, от которой они были избраны. В целом, партия вигов считается основной партией-предшественницей современных республиканцев.
Название партии восходит к прозвищу американских патриотов во времена Американской революции, боровшихся против британской метрополии, когда вигами (от названия британской партии вигов) называли людей, выступавших против авторитарного правления. Среди видных членов партии вигов были Дэниэл Уэбстер, Уильям Генри Гаррисон и их постоянный лидер Генри Клей.

## Президенты от партии вигов

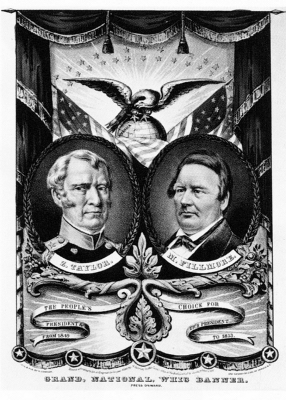
Предвыборный плакат Закари Тейлора и Милларда Филлмора (выборы 1848 г.)

Партии вигов принадлежали два избранных президента США: Уильям Гаррисон (одержал победу на выборах 1840 года) и Закари Тейлор (победил на выборах 1848 года). Оба были крупными военачальниками, с именами которых ассоциировались выдающиеся победы, причём если Гаррисон был активен в политической жизни на протяжении долгих лет, то для Тейлора президентские выборы стали фактически дебютом в политике. По стечению обстоятельств оба умерли в должности президента после короткого правления. Гаррисон умер через месяц после инаугурации в апреле 1841 года, и вице-президент Джон Тайлер занял его место, но был исключён из партии. Герой Американо-мексиканской войны Закари Тейлор был президентом немногим более года (с марта 1849 года по июль 1850). После его смерти президентом стал вице-президент виг Миллард Филлмор, который, однако, не был выдвинут партией на следующих выборах 1852 года.
В результате внутрипартийного раскола в связи с вопросом о расширении рабовладельчества на новых американских территориях виги выдвинули не Филлмора, а генерала Уинфилда Скотта, который потерпел поражение от демократического кандидата Франклина Пирса. После поражения многие виги перешли на сторону демократов или вошли в новую создававшуюся Республиканскую партию. Остальные создали партию Know Nothing, неудачно выдвигавшую Филлмора на выборах 1856 года.
Формально партия вигов не была распущена и продолжала существовать.